# Gymnasium Schwertstraße Solingen

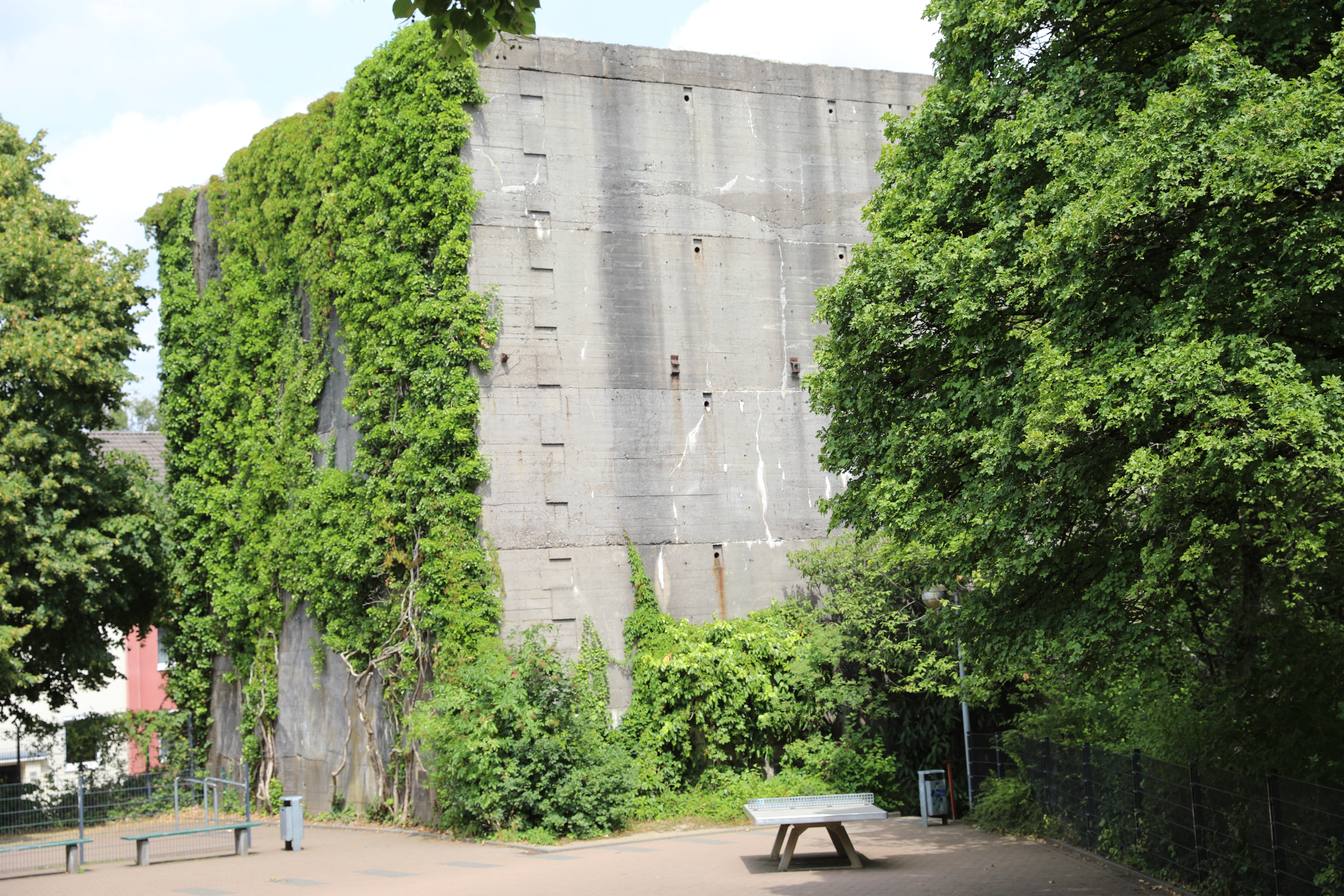
Hochbunker auf dem Schulgelände

Das Gymnasium Schwertstraße Solingen ist das älteste und traditionsreichste der vier Solinger Gymnasien. Es ist seit 2018 zertifizierte Europaschule.

## Geschichte
Die Einrichtung wurde am 15. Oktober 1841 als Höhere Bürgerschule gegründet. Erster Direktor war von 1841 bis 1864 Jacob Martin Philippi, der vorher als Realschullehrer in Elberfeld tätig gewesen war. Nachdem die Schule in den ersten Jahren in verschiedenen Gebäuden untergebracht werden konnte, unter anderem im Rathaus und im katholischen Pfarrhaus, zog sie 1859 in ein eigenes Gebäude an der Friedrichstraße. 1860 übernahm die Stadt die Schulträgerschaft. 1898 bezog das Gymnasium einen Neubau an der Schwertstraße, weil das vorherige Schulgebäude zu klein geworden war. Nach dieser Adresse erhielt die Institution ihren bis heute bestehenden Namen.
Während des Zweiten Weltkriegs wurden Schüler über die Kinderlandverschickung zeitweise nach Ilmenau in Thüringen verbracht. Wegen schwerer Bombenschäden durch die Luftangriffe auf Solingen musste das Gebäude 1951/52 in den Umrissen des alten Baukörpers, aber mit schlichterer Fassade, wieder aufgebaut werden. Bis zum Ende des Wiederaufbaus waren die Schüler in umliegenden Schulen untergebracht, insbesondere der August-Dicke-Schule, mit Wechselunterricht. 1952 wurde der Neubau an der Schwertstraße bezogen. Im Laufe der Jahre folgten Turnhalle, Pausenhalle, Aula, weitere An- und Umbauten, ein Fußballplatz sowie später eine zweite Sporthalle auf ebendiesem Platz.
Größere Sportveranstaltungen wie Bundesjugendspiele oder Sportabitur finden auf einem großen Vereins-Gelände am Solinger Schaberg (Herbert Schade Sportanlage) statt. Schwimmen lernten die Schüler, zumeist als „Sextaner“, über Jahrzehnte in der nahegelegenen „Badeanstalt“ Birker Bad. Seit dessen finaler Schließung 2012 erfolgt der Unterricht im Sportbad der Klingenhalle Solingen.
Über dem Haupteingang an der Schwertstraße steht der Spruch: "Die Furcht des Herrn ist der Weisheit Anfang".
In der Nachkriegszeit bis in die 1970er-Jahre bestand ein spezielles Unterrichtskonzept. Die Schüler mussten sich entscheiden für den sprachlichen oder den mathematisch-naturwissenschaftlichen Zweig mit entsprechenden Schwerpunkten. Viertes Hauptfach (neben Deutsch, Englisch, Mathematik) der s-Klassen war Französisch, das der n-Klassen war die Physik.
Seit 2019 ist wegen einer Generalsanierung der Schulbetrieb vorübergehend auf zwei Gebäude-Standorte verteilt. Die Arbeiten sind fast abgeschlossen, zu Beginn des Schuljahres 2024/25 konnten die Jahrgänge 5 bis 9 wieder komplett einziehen. 2025 soll auch die Oberstufe an die Schwertstraße zurückkehren.
Die Schule war bis 1971 ein reines Jungengymnasium (bis auf wenige Ausnahmen) und wird seitdem koedukativ geführt. Zeitweise lag die Schülerzahl bei über 1.000 Schülerinnen und Schülern, im Schuljahr 2023/24 bei 959.

## Schüleraustausch / Partnerschulen
Zu den besonderen Angeboten der Schule gehören ein bilingualer Zweig mit englischsprachigem Fachunterricht bereits in der Sekundarstufe I sowie Schüleraustauschkontakte mit den Städten Chatham (Kent, England, UK) (Jungenaustausch), Stratford-upon-Avon (Warwickshire, England, UK) (Mädchenaustausch), Chalon-sur-Saône (Saône-et-Loire, Frankreich), Istanbul (Türkei) und Neu Delhi (Indien). Auch die Niederlande und Spanien gehören zu den Besuchsländern.
- Chatham (Kent, England, UK)
- Stratford-upon-Avon (Warwickshire, England, UK)
- Chalon-sur-Saône (Saône-et-Loire, Frankreich)
- Istanbul (Türkei)
- Neu Delhi (Indien)
- Gouda (Niederlande)
- Zaragoza (Spanien)

## Besonderheiten
Großer Wert wird auf die Beteiligung an Schülerwettbewerben gelegt. Schüler des Gymnasiums waren häufig erfolgreich in den Bereichen Wissenschaft (Mathematik-Olympiade, Jugend forscht), Musik (Jugend musiziert) und Wirtschaft (Planspiel Börse, Deutscher Gründerpreis, Bildungspreis Automotive).
Zusätzlich gibt es ein breites Spektrum an Begabtenförderung. So werden in Kooperation mit der Carl-Duisberg-Gesellschaft jährlich an zwei Schüler der Schule Stipendien für Sprachaufenthalte im Ausland vergeben.
Das Gymnasium Schwertstraße war und ist bekannt für seine öffentlichen Schulkonzerte und Theateraufführungen. Schulleiter Hans Mombauer gründete 1951 eine Gruppe mit ständig wechselnden „Schauspielern“ aus Schülern und Lehrerschaft und inszenierte fast jährlich anspruchsvolle Theaterstücke, in denen er gelegentlich auch selbst mitspielte. Dazu gehörten Forsters „Robinson soll nicht sterben!“ (1951), Schillers „Turandot“ (1955), Dürrenmatts Komödie „Romulus der Große“ (1966, Regie und Titelheld: Mombauer), Goethes „Urfaust“ (1969) und viele andere. Die Bühnenbilder entstanden im Kunst- und Werkunterricht.
Außer dem bilingualen Fachunterricht in Englisch werden, verstärkt seit dem Wiedereinzug in das sanierte Schulgebäude, in den unteren Klassen die Naturwissenschaften in Kombination der Disziplinen Biologie, Chemie und Physik gelehrt. Experimenteller Unterricht steht dabei im Vordergrund ("Entdeckerzweig"). Insgesamt ist die Ausstattung im naturwissenschaftlichen Bereich sowie der Informatik und in Musik auf modernstem Stand.
Neu ist seit 2024 auch die ständige Anwesenheit eines eigenen Schulhundes. Dieses Projekt zeigt hinsichtlich Sozialverhalten und Beruhigung der Schüler gute pädagogische Ergebnisse.

### Arbeitsgemeinschaft Bunker/Synagoge

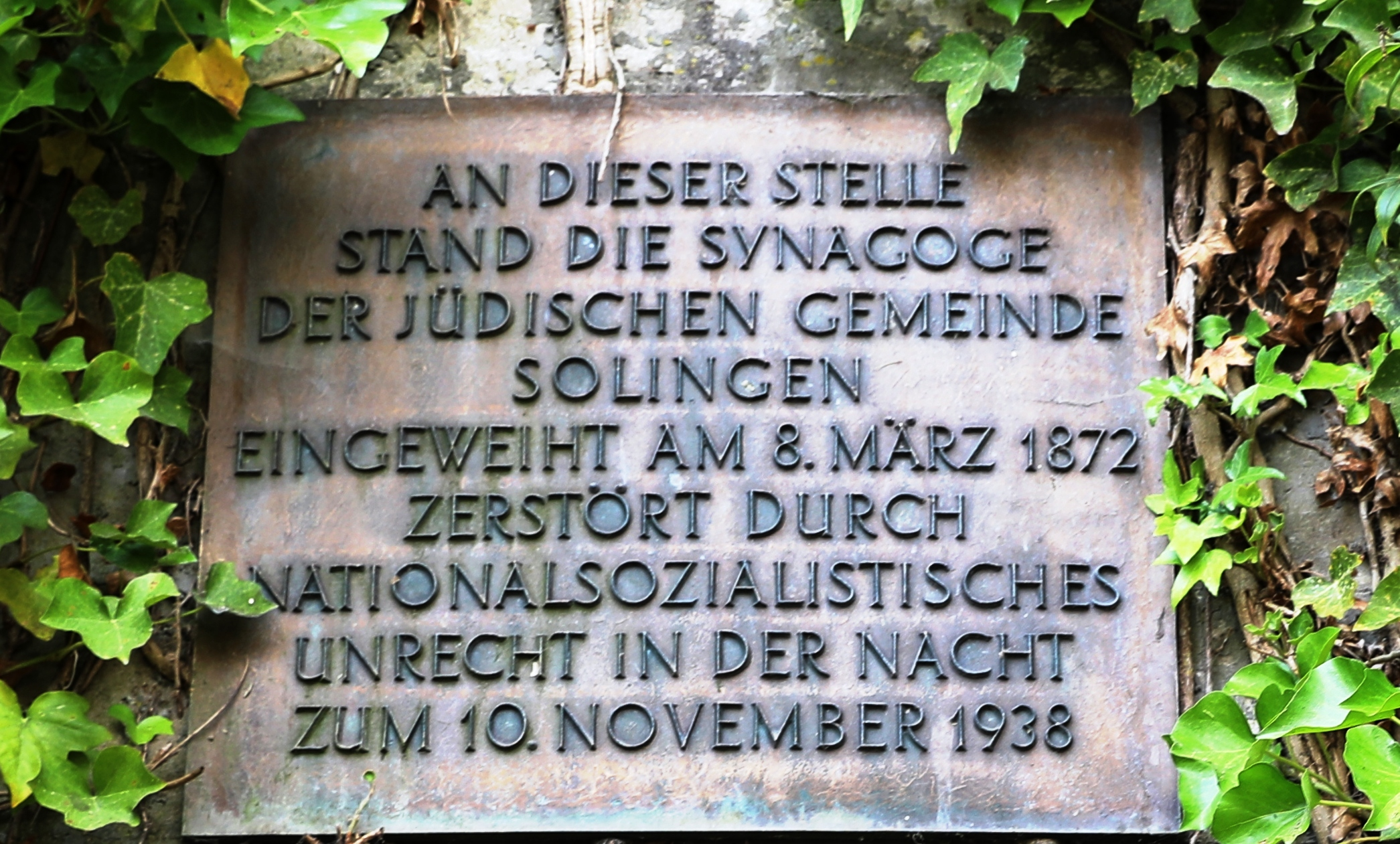
Gedenktafel 1 am Bunker

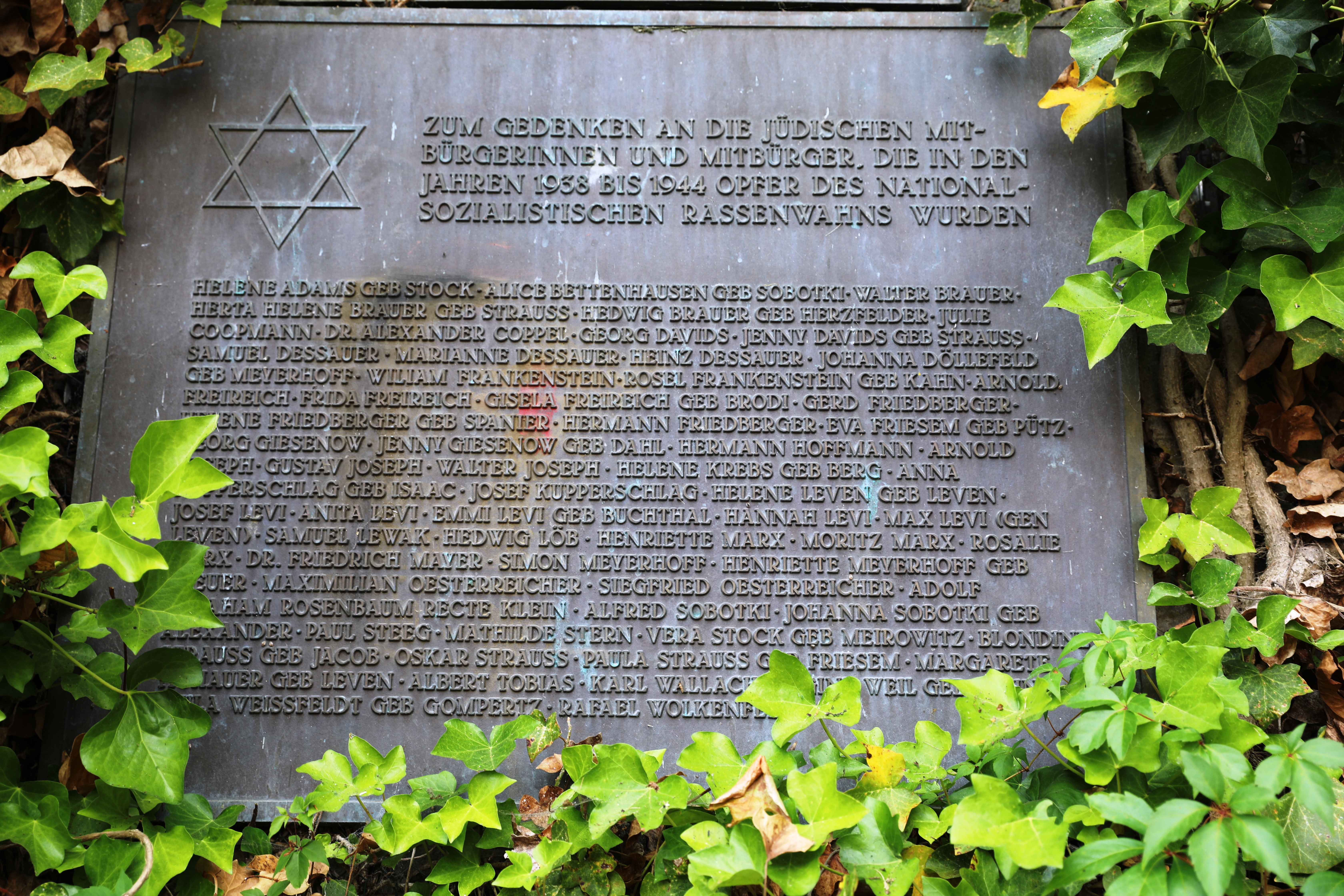
Gedenktafel 2 am Bunker

Auf dem heutigen, erweiterten Schulgelände wurde 1943/44 ein großer oberirdischer Luftschutzbunker gebaut. Exakt an dieser Stelle stand bis zur sogenannten Kristallnacht (9./10. November 1938) die Solinger Synagoge. Diese einzigartige Situation war stets Grundlage von Diskussionen im Geschichtsunterricht und darüber hinaus. Ende der 1970er-Jahre wurde das Thema öffentlich aufgegriffen und schließlich eine Gedenktafel 1 (1979) am Hochbunker Malteserstraße angebracht.
Die später von der Schule gegründete Arbeitsgemeinschaft Bunker/Synagoge befasst sich seit 1995 intensiv und erfolgreich mit vielfältigen Aktivitäten und besonderen Aktionen mit dem Ziel, Erinnerung sowie Nachdenken zu erhalten, und erarbeitet neue Forschungsergebnisse. Auf einer Gedenktafel 2 (1998) unterhalb der Mahntafel 1 sind die Namen aller Solinger Holocaust-Opfer genannt. Eine identische Tafel befindet sich am Eingang des jüdischen Friedhofs Solingen.
Seit 2012 hängt an der Rückseite des Bunkers (oberer Pausenhof) ein Bronzerelief des Bildhauers Henryk Dywan, das die Synagoge zeigt und auf eine Initiative und Stiftung von Schülern zurückgeht.

## Bund Alter Schüler (BAS)
Der heutige Bund Alter Schüler des Gymnasium Schwertstraße e. V. wurde bereits 1925 als Vereinigung ehemaliger Abiturienten gegründet. Der „BAS“ unterstützt zahlreiche schulische Entwicklungsprojekte und Vorschläge. Dazu gehören beispielsweise Schülerfahrten und Austauschprogramme, die Anschaffung von Einrichtungs- und Ausrüstungsgegenständen sowie regelmäßige Studien- und Berufsberatung durch seine Mitglieder. Eine größere Summe ging an das 2015 realisierte Schülerprojekt Schulgarten, das auf Dauer fortgeführt wird.

## Schulleitung
- 1841–1864:    Jacob Martin Philippi   (1807–1903)
- 1864–1871:    Hermann Schumann   († 1871)
- 1872–1890:    Friedrich Hengstenberg   (1836–1914)
- 1891–1898:    Wilhelm Heine   (* 1850, † )
- 1899–1904:    Gotthold Schwertzell   (1852–1935)
- 1904–1922:    Adolf Lange   (1857–1931)
- 1923–1934:    Hans Stoelke   (1875–1934)
- 1935–1945:    Paul Funke   (1885–1953)
- 1945–1951:    Walter Dechert   (1895–1951)
- 1952–1974:    Hans Mombauer  (1908–1999)
- 1974–1992:    Günter Kosub   (1928–2011)
- 1992–2016:    Klaus Blasberg   (* 1951)
- 2016–2022:    Ulrich Nachtkamp   (* 1977)
- seit 2023-0:   Kirsten Dicke   (* 1979)

## Bekannte ehemalige Lehrer
- Julius Bernhardt (1860–1956), Studienrat und Gymnasialprofessor (1887–1925), Historiker (BGV).
- Erwin Bowien (1899–1972), Maler, Autor und Dichter, war Zeichenlehrer an der Schule (1925–1932).
- Georg Meistermann (1911–1990), der Künstler und ehemalige Schüler des Gymnasiums, war kurzzeitig (1940–1941) als Zeichenlehrer tätig.
- Jacob Martin Philippi (1807–1903) war evangelischer Theologe, Gründer und Rektor (1841–1864) der Höheren Bürgerschule in Solingen, Lehrer noch bis 1875.
- Heinz Rosenthal (1906–1973) war seit 1947 Lehrer am Gymnasium Schwertstraße, zuletzt ab 1970 als Studiendirektor. Er ist Verfasser der dreibändigen Stadtgeschichte Solingen. Geschichte einer Stadt. (1969–1975). Von ihm stammt auch die umfangreiche Schulchronik (1953), Historiker (BGV).
- Werner Saam (1900–1960) war ein deutscher Pianist, Chorleiter, Dirigent und Direktor des Städtischen Orchesters, der Musikunterricht am Gymnasium Schwertstraße erteilte und talentierten Gesangsnachwuchs unterstützte.
- Horst Sassin (* 1953) ist ein Historiker, der über die Geschichte des Bergischen Landes und den Widerstand gegen den Nationalsozialismus arbeitet (BGV).
- Karl Vorländer (1860–1928), Studienrat und Gymnasialprofessor (1887–1919), Verfasser philosophischer Werke und Biografien.

## Bekannte ehemalige Schüler
- Ernst Otto Beckmann (1853–1923), Chemiker, Kaiser-Wilhelm-Institut
- Erich vom Bruch (1885–1933), Jurist, Bürgermeister der Stadt Leer
- Alexander Coppel (1865–1942), Unternehmer
- Rudolf Cronau (1855–1939), Journalist, Autor, Maler, Illustrator
- Klaus Dick (1928–2024), Weihbischof
- Wilhelm Dörr (1882–1954), Ingenieur, Luftschiffkonstrukteur, Politiker (DemP, FDP)
- Robert Engels (1866–1926), Maler
- Veronica Ferres (* 1965), Schauspielerin, Autorin
- Jörg Föste (* 1960), Unternehmer, Sportmanager
- Hans-Joachim Freund (* 1951), Chemiker, Fritz-Haber-Institut der Max-Planck-Gesellschaft
- Rudolf Hartkopf (1859–1944), Schriftsteller (Bergisches Heimatlied)
- Franz Hendrichs (1876–1956), Heimatforscher, Autor
- Ludwig Hölscher (1907–1996), Musiker (Cellist)
- Jochen Hülder (1957–2015), Unternehmer, Musikmanager
- Paul Jagenberg (1900–1979), Papierindustrieller (Papiermühle Solingen) und Kulturmäzen
- Heinz Kimmerle (1930–2016), Philosoph
- Marcel Krueger (* 1977), Schriftsteller
- Heinrich Lemacher (1891–1966), Komponist
- Michael Lesch (* 1956), Schauspieler
- Artur Linder (1883–1946), Unternehmer, Autor (BAS)
- Georg Meistermann (1911–1990), Maler, Zeichner, Graphiker
- Rüdiger Neitzel (* 1963), Sportler (Handball), Olympiazweiter (1984 Los Angeles)
- Richard David Precht (* 1964), Germanist, Philosoph, Publizist, Moderator
- Herbert Rafflenbeul (1912–2001), Organist und Chordirigent, Kulturpreisträger (1992)
- Martin Schallbruch (* 1965), Informatiker, Autor
- Walter Scheel (1919–2016), Politiker (FDP), Bundespräsident (1974–1979)
- Hans-Otto Schenk (* 1936), Wirtschaftswissenschaftler, Publizist
- Walther Schulte vom Brühl (1858–1921), Journalist, Schriftsteller, Maler
- Max Schwarte (1860–1945), Generalleutnant, Autor
- Jürgen Stohlmann (1937–2011), Philologe, Historiker (BGV)
- Peter Theiner (* 1951), Historiker, Stiftungsmanager
- Ulrich Uibel (1954–2020), Politiker (SPD), Oberbürgermeister
- Albert Weyersberg (1861–1937), Fabrikant, Heimatforscher, Autor
- Rudolf Wiethölter (1929–2024), Rechtswissenschaftler
- Peter Witte (1876–1949), Schriftsteller, Heimatdichter
- Wilhelm Wittenbruch (1936–2024), Pädagoge, Erziehungswissenschaftler
- Ludwig Woltmann (1871–1907), Anthropologe, Zoologe